# Marele Premiu de la Miami din 2022
Marele Premiu de la Miami din 2022 (cunoscut oficial sub numele de Formula 1 Crypto.com Miami Grand Prix 2022) a fost o cursă de Formula 1 care s-a desfășurat între 6-8 mai 2022, pe Autodromul Internațional Miami din Miami Gardens, Florida, Statele Unite ale Americii. A fost prima ediție a Marelui Premiu de la Miami și a cincea rundă a Campionatului Mondial de Formula 1 din 2022.
Max Verstappen de la Red Bull Racing-RBPT a ieșit câștigătorul cursei, fiind primul pilot din sezon care reușește două victorii consecutive, urmat de Charles Leclerc și Carlos Sainz Jr., ambii de la Ferrari.

## Context

### Alegerile anvelopelor
Furnizorul de anvelope Pirelli a adus compușii de anvelope C2, C3 și C4 (desemnați ca dur, mediu și, respectiv, moale) pentru ca echipele să le folosească în eveniment.

## Antrenamentele libere
Au avut loc trei sesiuni de antrenamente, fiecare cu durata de o oră. Primele două sesiuni de antrenament au avut loc vineri, 6 mai, la 14:30 și 17:30, ora locală (UTC−04:00), iar a treia sesiune de antrenament s-a desfășurat începând cu ora 13:00, pe 7 mai.
| Poz.   | Nr. | Pilot           | Constructor          | Timpi    |
| ------ | --- | --------------- | -------------------- | -------- |
| 1      | 16  | Charles Leclerc | Ferrari              | 1:31,098 |
| 2      | 63  | George Russell  | Mercedes             | +0,071s  |
| 3      | 1   | Max Verstappen  | Red Bull Racing-RBPT | +0,179s  |
| Sursa: |     |                 |                      |          |

| Poz.   | Nr. | Pilot           | Constructor          | Timpi    |
| ------ | --- | --------------- | -------------------- | -------- |
| 1      | 63  | George Russell  | Mercedes             | 1:29,938 |
| 2      | 16  | Charles Leclerc | Ferrari              | +0,106s  |
| 3      | 11  | Sergio Pérez    | Red Bull Racing-RBPT | +0,212s  |
| Sursa: |     |                 |                      |          |

| Poz.   | Nr. | Pilot           | Constructor          | Timpi    |
| ------ | --- | --------------- | -------------------- | -------- |
| 1      | 11  | Sergio Pérez    | Red Bull Racing-RBPT | 1:30,304 |
| 2      | 16  | Charles Leclerc | Ferrari              | +0,194s  |
| 3      | 1   | Max Verstappen  | Red Bull Racing-RBPT | +0,345s  |
| Sursa: |     |                 |                      |          |

## Clasament

### Calificări
Calificările au avut loc pe 7 mai, începând cu ora locală 16:00 și au durat o oră.
| Poz.                  | Nr. | Pilot            | Constructor                  | Timpi calificări | Timpi calificări | Timpi calificări | Grila finală |
| Poz.                  | Nr. | Pilot            | Constructor                  | Q1               | Q2               | Q3               | Grila finală |
| --------------------- | --- | ---------------- | ---------------------------- | ---------------- | ---------------- | ---------------- | ------------ |
| 1                     | 16  | Charles Leclerc  | Ferrari                      | 1:29,474         | 1:29,130         | 1:28,796         | 1            |
| 2                     | 55  | Carlos Sainz Jr. | Ferrari                      | 1:30,079         | 1:29,729         | 1:28,986         | 2            |
| 3                     | 1   | Max Verstappen   | Red Bull Racing-RBPT         | 1:29,836         | 1:29,202         | 1:28,991         | 3            |
| 4                     | 11  | Sergio Pérez     | Red Bull Racing-RBPT         | 1:30,055         | 1:29,673         | 1:29,036         | 4            |
| 5                     | 77  | Valtteri Bottas  | Alfa Romeo-Ferrari           | 1:30,845         | 1:29,751         | 1:29,475         | 5            |
| 6                     | 44  | Lewis Hamilton   | Mercedes                     | 1:30,388         | 1:29,797         | 1:29,625         | 6            |
| 7                     | 10  | Pierre Gasly     | AlphaTauri-RBPT              | 1:30,779         | 1:30,128         | 1:29,690         | 7            |
| 8                     | 4   | Lando Norris     | McLaren-Mercedes             | 1:30,761         | 1:29,634         | 1:29,750         | 8            |
| 9                     | 22  | Yuki Tsunoda     | AlphaTauri-RBPT              | 1:30,485         | 1:30,031         | 1:29,932         | 9            |
| 10                    | 18  | Lance Stroll     | Aston Martin Aramco-Mercedes | 1:30,441         | 1:29,996         | 1:30,676         | 10           |
| 11                    | 14  | Fernando Alonso  | Alpine-Renault               | 1:30,407         | 1:30,160         | N/A              | 11           |
| 12                    | 63  | George Russell   | Mercedes                     | 1:30,490         | 1:30,173         | N/A              | 12           |
| 13                    | 5   | Sebastian Vettel | Aston Martin Aramco-Mercedes | 1:30,677         | 1:30,214         | N/A              | 13           |
| 14                    | 3   | Daniel Ricciardo | McLaren-Mercedes             | 1:30,583         | 1:30,310         | N/A              | 14           |
| 15                    | 47  | Mick Schumacher  | Haas-Ferrari                 | 1:30,645         | 1:30,423         | N/A              | 15           |
| 16                    | 20  | Kevin Magnussen  | Haas-Ferrari                 | 1:30,975         | N/A              | N/A              | 16           |
| 17                    | 24  | Zhou Guanyu      | Alfa Romeo-Ferrari           | 1:31,020         | N/A              | N/A              | 17           |
| 18                    | 23  | Alexander Albon  | Williams-Mercedes            | 1:31,266         | N/A              | N/A              | 18           |
| 19                    | 6   | Nicholas Latifi  | Williams-Mercedes            | 1:31,325         | N/A              | N/A              | 19           |
| Regula 107%: 1:35,737 |     |                  |                              |                  |                  |                  |              |
| —                     | 31  | Esteban Ocon     | Alpine-Renault               | Fără timp        | N/A              | N/A              | 20           |
| Sursa:                |     |                  |                              |                  |                  |                  |              |

Note
- ^1 – Esteban Ocon nu a reușit să obțină vreun timp în calificări și va concura la discreția comisarilor de cursă.[8]

### Cursa
Cursa a început la ora locală 15:30 pe 8 mai și a durat 57 de tururi.
| Poz.                                                                           | Nr. | Pilot            | Constructor                  | Tururi | Timp/Retras     | Puncte |
| ------------------------------------------------------------------------------ | --- | ---------------- | ---------------------------- | ------ | --------------- | ------ |
| 1                                                                              | 1   | Max Verstappen   | Red Bull Racing-RBPT         | 57     | 1:34:24.258     | 26     |
| 2                                                                              | 16  | Charles Leclerc  | Ferrari                      | 57     | +3.786s         | 18     |
| 3                                                                              | 55  | Carlos Sainz Jr. | Ferrari                      | 57     | +8.229s         | 15     |
| 4                                                                              | 11  | Sergio Pérez     | Red Bull Racing-RBPT         | 57     | +10.638s        | 12     |
| 5                                                                              | 63  | George Russell   | Mercedes                     | 57     | +18.582s        | 10     |
| 6                                                                              | 44  | Lewis Hamilton   | Mercedes                     | 57     | +21.368s        | 8      |
| 7                                                                              | 77  | Valtteri Bottas  | Alfa Romeo-Ferrari           | 57     | +25.073s        | 6      |
| 8                                                                              | 31  | Esteban Ocon     | Alpine-Renault               | 57     | +28.386s        | 4      |
| 9                                                                              | 23  | Alexander Albon  | Williams-Mercedes            | 57     | +75,260s        | 2      |
| 10                                                                             | 18  | Lance Stroll     | Aston Martin Aramco-Mercedes | 57     | +37.026s        | 1      |
| 11                                                                             | 14  | Fernando Alonso  | Alpine-Renault               | 57     | +37.128s        |        |
| 12                                                                             | 22  | Yuki Tsunoda     | AlphaTauri-RBPT              | 57     | +40.146s        |        |
| 13                                                                             | 3   | Daniel Ricciardo | McLaren-Mercedes             | 57     | +40.902s        |        |
| 14                                                                             | 6   | Nicholas Latifi  | Williams-Mercedes            | 57     | +49.936s        |        |
| 15                                                                             | 47  | Mick Schumacher  | Haas-Ferrari                 | 57     | +73.305s        |        |
| 16                                                                             | 20  | Kevin Magnussen  | Haas-Ferrari                 | 56     | Avarii          |        |
| 17                                                                             | 5   | Sebastian Vettel | Aston Martin Aramco-Mercedes | 54     | Coliziune       |        |
| Ab                                                                             | 10  | Pierre Gasly     | AlphaTauri-RBPT              | 45     | Avarii          |        |
| Ab                                                                             | 4   | Lando Norris     | McLaren-Mercedes             | 39     | Coliziune       |        |
| Ab                                                                             | 24  | Zhou Guanyu      | Alfa Romeo-Ferrari           | 6      | Scurgere de apă |        |
| Cel mai rapid tur: Max Verstappen (Red Bull Racing-RBPT) – 1:31,361 (turul 54) |     |                  |                              |        |                 |        |
| Sursa:                                                                         |     |                  |                              |        |                 |        |

| Loc    | 1  | 2  | 3  | 4  | 5  | 6 | 7 | 8 | 9 | 10 | CMRT |
| Puncte | 25 | 18 | 15 | 12 | 10 | 8 | 6 | 4 | 2 | 1  | 1    |

Note
- ^1 – Include un punct pentru cel mai rapid tur.
- ^2 – Fernando Alonso și Kevin Magnussen au primit fiecare câte 5 secunde de penalizare pentru provocarea unei coliziuni.
- ^3 – Fernando Alonso și Daniel Ricciardo au primit fiecare câte 5 secunde de penalizare pentru părăsirea pistei și câștigarea unui avantaj.
- ^4 – Kevin Magnussen și Sebastian Vettel nu au terminat cursa, dar au fost clasați deoarece au parcurs mai mult de 90% din distanța totală a cursei.

## Clasament campionat după cursă
|        | Poz. | Pilot            | Pct. |
| ------ | ---- | ---------------- | ---- |
|        | 1    | Charles Leclerc  | 104  |
|        | 2    | Max Verstappen   | 85   |
|        | 3    | Sergio Pérez     | 66   |
|        | 4    | George Russell   | 59   |
|        | 5    | Carlos Sainz Jr. | 53   |
| Sursa: |      |                  |      |

|        | Poz. | Constructor          | Pct. |
| ------ | ---- | -------------------- | ---- |
|        | 1    | Ferrari              | 157  |
|        | 2    | Red Bull Racing-RBPT | 151  |
|        | 3    | Mercedes             | 95   |
|        | 4    | McLaren-Mercedes     | 46   |
|        | 5    | Alfa Romeo-Ferrari   | 31   |
| Sursa: |      |                      |      |

- Notă: Doar primele cinci locuri sunt prezentate în ambele clasamente.